# أوتو نيلسن
أوتو نيلسن (بالنرويجية البوكمول: Otto Nielsen)‏ هو كاتب أغاني نرويجي، ولد في 19 يونيو 1909 في تروندهايم في النرويج، وتوفي في 9 أكتوبر 1982 في أوسلو في النرويج.

## روابط خارجية
- أوتو نيلسن على موقع IMDb (الإنجليزية)
- أوتو نيلسن على موقع ميوزك برينز (الإنجليزية)
- أوتو نيلسن على موقع ميوزك برينز (الإنجليزية)
- أوتو نيلسن على موقع ديسكوغز (الإنجليزية)